# Gyrophanopsis zealandica
Gyrophanopsis zealandica är en svampart som först beskrevs av Gordon Herriot Cunningham, och fick sitt nu gällande namn av Jülich 1979. Gyrophanopsis zealandica ingår i släktet Gyrophanopsis och familjen Meruliaceae.   Inga underarter finns listade i Catalogue of Life.